# Азім Сурані
Азім Сурані (англ. Azim Surani, нар. 1945 Кісуму, Кенія) — професор біології Кембриджського університету, Велика Британія.
Сурані вважається одним з провідних дослідників з епігенетики. Фахівець з вивчення раннього ембріонального розвитку ссавців, біології статевих та стовбурових клітин. Є першовідкривачем геномного імпринтингу (1984).

## Нагороди та визнання
- 1990: член Лондонського королівського товариства[4]
- 1991: Премія Вільям Бате Гарді[en]
- 1994: член Європейської Академії[6]
- 2001: Медаль Габора[en][4]
- 2007: Премія Розенстіла[en][7]
- 2010: Мендельські лекції[en]
- 2010: Королівська медаль[4]
- 2018: Міжнародна премія Гайрднера